# Elementary (seizoen 7)
Dit artikel vat het zevende seizoen van Elementary samen. Dit seizoen liep van 23 mei 2019 tot en met 15 augustus 2019.

## Rolverdeling

### Hoofdrollen
- Jonny Lee Miller - Sherlock Holmes
- Lucy Liu - dr. Joan Watson
- Aidan Quinn - hoofdrechercheur Toby Gregson
- Jon Michael Hill - rechercheur Marcus Bell

### Terugkerende rollen
- Jordan Gelber - medisch onderzoeker Eugene Hawes
- Rob Bartlett - hoofdinspecteur Dwyer
- Rachael Holmes - Antonia
- James Frain - Odin Reichenbach
- Tim Guinee - NSA agent McNally

## Afleveringen
| Nr. | Aflevering | Titel                  | Regisseur        | Schrijver(s)                | Selectie gastrollen | Uitzenddatum     |  |
| --- | ---------- | ---------------------- | ---------------- | --------------------------- | --- | ---------------- |  |
| 142 | 1          | The Further Adventures | Christine Moore  | Robert Doherty Jason Tracey | Tamsin Greig - Athelney Jones Ophelia Lovibond - Kitty Winter Ravi Kapoor - dr. Garret Halsey Jamie Thomas King - Derek Casey                          | 23 mei 2019      |  |
| In hun nieuwe rollen als adviseurs voor Scotland Yard onderzoeken Holmes en Watson een vergiftiging van een populair model. Ondertussen groeit de ergernis bij Watson over haar nieuwe leven, en rechercheur Bell overtuigt zijn baas Gregson de banden tussen hem en zijn voormalige adviseurs weer aan te halen. Bell neemt contact op met Holmes en Watson nadat Gregson zwaar gewond is geraakt in een schietpartij. |            |                        |                  |                             | |                  |  |
| 143 | 2          | Gutshot                | Guy Ferland      | Robert Doherty Jason Tracey | Mac Brandt - Patrick Meers Terry Bell - Tremaine Mike Houston - Marty Winsome Brown - Elise Zachary Knower - Stan Veek                                 | 30 mei 2019      |  |
| Holmes en Watson keren terug naar New York om daar een onderzoek te starten na de aanslag op hun voormalige baas Gregson. Maar door zijn bekentenis van een moord die hij niet gepleegd heeft moet hij onder de radar werken, om zo een aanklacht te vermijden. Het onderzoek leidt hen dan naar criminele tieners en een mogelijke terroristische groepering. |            |                        |                  |                             | |                  |  |
| 144 | 3          | The Price of Admission | Thomas Carter    | Tamara Jaron                | Gabriel Ebert - Sebastian Florenti Daniel Davis - Antoine LaGrange John Sharian - George Eagen Alex Cranmer - mr. Balfour                              | 6 juni 2019      |  |
| Dankzij de duistere relatie tussen zijn vader en de FBI lukt het Holmes om weer legaal terug te keren in Amerika. Ondertussen helpt Watson Bell met het onderzoek naar de moord, die te maken heeft met opbergboxen voor rijke klanten die zaken wilden verbergen voor andere mensen. |            |                        |                  |                             | |                  |  |
| 145 | 4          | Red Light, Green Light | Jonny Lee Miller | Robert Hewitt Wolfe         | Jon Huertas - Hacon Mac Brandt - Patrick Meers Namir Smallwood - Jarius Sam McMurray - Cameron Maranek                                                 | 13 juni 2019     |  |
| Wanneer een ontploffing plaatsvindt op een kruispunt na een auto-ongeluk, gaan Holmes en Watson op onderzoek uit. Zij moeten nu uit zien te vinden wie de verkeerslichtinstallatie heeft beïnvloed om zo het ongeluk te laten gebeuren, en vooral waarom. Ondertussen begint Gregson aan zijn revalidatie, en Holmes en Watson vermoeden al snel dat er op de achtergrond meerdere dingen meespelen. |            |                        |                  |                             | |                  |  |
| 146 | 5          | Into the Woods         | Christine Moore  | Jeffrey Paul King           | Chris Diamantopoulos - Jason Wood Nick Rehberger - Colby Samantha Massell - Beth                                                                       | 20 juni 2019     |  |
| Wanneer een jogger dood wordt gestoken, en vlak hierna een dubbele moord wordt gepleegd, gaan Holmes en Watson op onderzoek uit. Aangezien deze moorden op het eerste oog niets met elkaar te maken hebben, lukt het Holmes en Watson toch het motief te vinden van dezelfde moordenaar van deze moorden. Ondertussen huurt de miljardair Reichenbach het duo in om een onderzoek te starten naar een persoonlijke dreiging naar hem toe, en hij geloofd dat dit vanuit zijn eigen bedrijf komt. |            |                        |                  |                             | |                  |  |
| 147 | 6          | Command: Delete        | Craig Zisk       | Jordan Rosenberg            | Myk Watford - Davis Whitmark Ian Kahn - Alwyn Smith | 27 juni 2019     |  |
| Miljardair Reichenbach biedt Holmes en Watson een groot offer aan voor hulp aan zijn programma dat toekomstige misdaden kan voorspellen. Ondertussen helpt Holmes en Watson rechercheur Bell, wanneer hij een misdaad probeert te voorkomen door de jacht te openen op een collega agent die een moordaanslag wil plegen. |            |                        |                  |                             | |                  |  |
| 148 | 7          | From Russia with Drugs | Michael Hekmat   | Sean Bennett                | Emily Swallow - Bree Novacek Kristolyn Lloyd - Janice Lili Mirojnick - Olga Berezhnaya Shirley Rumierk - Audrey Kensit                                 | 4 juli 2019      |  |
| Holmes en Watson onderzoeken de moord op een crimineel, die in zijn leven dingen stal van zijn criminele collega’s. Ondertussen vermoedt de terugkerende hoofdinspecteur Gregson vuil spel door zijn vervanger na het onder verdachte omstandigheden vertrek van een goede rechercheur. |            |                        |                  |                             | |                  |  |
| 149 | 8          | Miss Understood        | Michael Smith    | Bob Goodman                 | Ally Ioannides - Cassie Lenue Joseph Lyle Taylor - rechercheur Owen Calabrissi Marjan Neshat - rechercheur Rhea Farrad Charles Borland - Judd Rafferty | 11 juli 2019     |  |
| Cassie (uit aflevering Miss Taken, seizoen 4) is vrijgesproken van de moord waarvan zij verdacht werd. Nu zoekt zij bij Holmes en Watson hulp met het vinden van de moordenaar op een van haar pleegmoeders uit haar jeugd. |            |                        |                  |                             | |                  |  |
| 150 | 9          | On the Scent           | Christine Moore  | Jeffrey Paul King           | Joe Tippett - Benjamin Long Carlos Gómez - Enrique Ruiz Danny Binstock - Zachary Fowler                                                                | 18 juli 2019     |  |
| Wanneer een seriemoordenaar terugkeert in New York zijn Holmes en Joan vastbesloten om hem nu te ontmaskeren. Ondertussen vermoedt Watson dat Holmes zaken achterhoudt betreffende biljonair Odin Reichenbach. |            |                        |                  |                             | |                  |  |
| 151 | 10         | The Latest Model       | Ron Fortunato    | Robert Hewitt Wolfe         | Roderick Hill - Wesley Conrad Mandy Gonzalez - Lanette Brooklee Josiah Bania - Amos Deukmejian /DJ Pandasalt                                           | 25 juli 2019     |  |
| De vijand van Holmes en Watson, Odin Reichenbach, vraagt hen zijn nieuwe criminele preventie systeem te testen. Zij worden opgedragen om iemand te onderzoeken waarvan het systeem hem als mogelijke toekomstige dader aan heeft geduid. Zij zijn nu bezorgd dat Odin mogelijke drastische acties zal ondernemen. |            |                        |                  |                             | |                  |  |
| 152 | 11         | Unfriended             | Lucy Liu         | Bob Goodman                 | John Noble - Morland Holmes Kristen Bush - Annie Spellman Jodi Long - mrs. Tseng Charlie Semine - Stewart Pringle /Wilson Kubiak                       | 1 augustus 2019  |  |
| Holmes en Watson besluiten samen te gaan werken met de vader van Holmes, Morland. Zij willen zijn criminele netwerk blootleggen, om zo het nieuwe criminele preventie systeem van Reichenbach te ontmantelen. |            |                        |                  |                             | |                  |  |
| 153 | 12         | Reichenbach Falls      | Ron Fortunato    | Jason Tracey                | Bob Gunton - Frederick Wentz Michael Hayden - openbaar aanklager Grassley Sathya Sridharan - Amir                                                      | 8 augustus 2019  |  |
| Odin Reichenbach geeft per ongeluk aan Holmes en Watson een aanwijzing, wat hem voor het gerecht kan brengen. |            |                        |                  |                             | |                  |  |
| 154 | 13         | The Last Bow           | Christine Moore  | Robert Doherty              | Wrenn Schmidt - Ellory Simon Templeman - Ronald Adair Joan Lunden - gastvrouw nieuwszender Shamika Cotton - Rose                                       | 15 augustus 2019 |  |
| Twee jaar na de arrestatie van Reichenbach wordt Sherlock terug naar New York gehaald wanneer een medewerkster van Moriarty aan Watson verteld dat zij dood is. Sherlock krijgt een aanbieding om voor de NSA te komen werken, onder de leiding van agent McNally. Sherlock wijst echter dit aanbod af wanneer hij hoort dat Watson borstkanker heeft. Een jaar later bezoekt Sherlock het graf van Moriarty, en krijgt daar bezoek van McNally die hem weer een aanbod doet dat Sherlock weer afwijst. Sherlock is ervan overtuigd dat Moriarty haar eigen dood in scene heeft gezet, en als Watson kankervrij is verklaard biedt hij samen met haar hun diensten weer aan bij hun politievrienden. |            |                        |                  |                             | |                  |  |